# Jesper Weinkouff
Jesper Weinkouff Christensen (født 6. september 1988) er en dansk fodboldspiller, der spiller i Hobro IK i den danske 1. division.
Weinkouff optrådt på forskellige ungdomslandshold i perioden fra 2004 til 2007. Han debuterede for Det danske U19-landshold i maj 2006 i en EM-kvalifikationskamp. 

## Karriere
Jesper Weinkouff stammer fra Hjørring, hvor han spillede i klubben Bagterp IF som ungdomsspiller, men har fået en del af sin fodboldopdragelse på FC Midtjyllands fodboldakademi. Da han spillede i Bagterp IF var han normalt markspiller, men da Bagterp i en kamp manglede deres målmand kom han til at stå i kassen og han imponerede nok til at blive fast førsteholdmålmand for klubben.[kilde mangler]

### FC Midtjylland
I december 2006 underskrev den 18 årige målmand en kontrakt med FC Midtjylland frem til 2011. Han blev dog aldrig en del af FC Midtjyllands førstehold og fik ikke debuteret i Superligaen. FC Midtjylland valgte derfor at ophæve Weinkouffs kontrakt i november 2008. Weinkouff var desuden udlejet til naboklubben Holstebro BK i en periode i 2008.

### Tjørring IF
Efter bruddet med FC Midtjylland forsøgte Weinkouff sig med en række prøvetræninger i Hobro IK og AC Horsens uden at det dog kastede kontrakter af sig. Han spillede derfor foråret 2009 som amatør i Tjørring IF

### FC Hjørring
I sommeren 2009 skrev Weinkouff kontrakt med FC Hjørring. Efter blot et år i klubben fik han forlænget sin kontrakt med yderligere 2 år frem til 2012 Sidenhen skrev FC Hjørring kontrakt med Karim Zaza, hvorefter det blev småt med spilletid for Weinkouff. Med træner Boye Habekosts valg af Zaza som førstemålmand begyndte Weinkouff igen at se sig om efter en ny klub, hvilket blandt andet førte ham på en prøvetræning i FC Nordsjælland. Det blev dog ikke til en kontrakt med nordsjællænderne, og da hans kontrakt med FC Hjørring udløb i sommeren 2012 forlod han klubben.

### Hobro IK
I sommeren 2012 skrev Weinkouff kontrakt med 1. divisionsklubben Hobro IK. Inden da havde han været forbi en prøvetræning i AB, hvor han blandt andet spillede en træningskamp for klubben.